# Дадинце
Дадинце је насеље у Србији у општини Власотинце у Јабланичком округу. Према попису из 2022. био је 98 становника. У селу је 30. јуна 2012. године откривено спомен обележје некадашњем председнику југословенске владе Драгиши Цветковићу.

## Положај и тип
Село лежи у североисточном делу Грделичке Клисуре, на граници према сливу Власине. У административном погледу оно припада Власотинцу. Околна насеља су: Козаре и Градиште. Становници водом се снабдевају из бунара. Даље од села, на путу за Власотинце, избија извор Чесма.
Називи потеза су: Ђурина Падина, Бела Чука, Јасика, Голи Брег, Средњи Рид, Јовин Рид, Осоје, Воћњак, Бели Камен, Река, Церичје, Попов Луг (на путу за Козаре).
У Дадинцу су махале: Село, Долина и Доња махала . Ове махале међу собом нису оштро одвојене. Према томе Дадинце је насеље збијеног типа. У свему има 115 домова (1961. г).

## Историја
По садашњем становништву Дадинце није старо село. Њега су основали око 1780. године преци данашњих родова Грујинци и Ковачевци - Када су они дошли овде је била шума. Када су Турци палили Власотинце, за време такозвани „бојаџијске пљачке“ 1841. г., тада је било запаљено и Дадинце.
Пре Другог светског рата село је имало струју, пошто је Драгиша Цветковић донирао турбину која је црпела воду из реке. На потезу Јовин Рид сељаци су откопавали старе гробове. Од тих гробова на површини земље види се само по неки камен. Говори се, да су ти гробови дужи од данашњих. Зато неки мисле да су то „џидовски гробови”.
По садашњем становништву, када су преци данашњих родова Грујинци и Ковачевци дошли „овде је све била шума“. Ти досељеници „тражили су скривена места”.
Када су Турци палили Власотинце, за време такозване „бојаџинске пљачке" 1841. године, тада је било запаљено и Дадинце. То се десило у доба када је живео Цоја, деда данашњег Јосифа (Јосиф 79 година - Стојилко - Цоја).
Некадашња сеоска слава Дадинца био је Спасовдан. Сада се слави Петровдан. О празницима сељаци посећују цркву у суседном Козару. Гробље дадинско налази се у самом насељу.
Месна основна школа је 1931. године добила назив "Вук Караџић".

## Демографија
У насељу Дадинце живи 167 пунолетних становника, а просечна старост становништва износи 48,6 година (44,6 код мушкараца и 52,3 код жена). У насељу има 74 домаћинства, а просечан број чланова по домаћинству је 2,64.
Ово насеље је великим делом насељено Србима (према попису из 2002. године), а у последња три пописа, примећен је пад у броју становника.
|  |

| Демографија | Демографија | Демографија |
| Година      | Становника  | Становника  |
| ----------- | ----------- | ----------- |
| 1948.       | 547         |             |
| 1953.       | 526         |             |
| 1961.       | 493         |             |
| 1971.       | 469         |             |
| 1981.       | 382         |             |
| 1991.       | 266         | 266         |
| 2002.       | 195         | 195         |
| 2011.       | 151         |             |
| 2022.       | 98          |             |

| Етнички састав према попису из 2002.‍ | Етнички састав према попису из 2002.‍ | Етнички састав према попису из 2002.‍ | Етнички састав према попису из 2002.‍ | Етнички састав према попису из 2002.‍ |
| ------------------------------------ | ------------------------------------ | ------------------------------------ | ------------------------------------ | ------------------------------------ |
|                                      |                                      |                                      |                                      |                                      |
| Срби                                 | Срби                                 |                                      | 193                                  | 98,97%                               |
| Руси                                 | Руси                                 |                                      | 2                                    | 1,02%                                |

| Година пописа     | 1948. | 1953. | 1961. | 1971. | 1981. | 1991. | 2002. |
| ----------------- | ----- | ----- | ----- | ----- | ----- | ----- | ----- |
| Број домаћинстава | 109   | 117   | 123   | 136   | 128   | 98    | 74    |

| Број чланова      | 1  | 2  | 3 | 4  | 5 | 6 | 7 | 8 | 9 | 10 и више | Просек |
| ----------------- | -- | -- | - | -- | - | - | - | - | - | --------- | ------ |
| Број домаћинстава | 21 | 27 | 5 | 10 | 4 | 5 | 1 | 1 | 0 | 0         | 2,64   |

| Пол    | Укупно | Неожењен/Неудата | Ожењен/Удата | Удовац/Удовица | Разведен/Разведена | Непознато |
| ------ | ------ | ---------------- | ------------ | -------------- | ------------------ | --------- |
| Мушки  | 80     | 18               | 56           | 3              | 3                  | 0         |
| Женски | 90     | 6                | 55           | 26             | 3                  | 0         |
| УКУПНО | 170    | 24               | 111          | 29             | 6                  | 0         |

| Пол    | Укупно                    | Пољопривреда, лов и шумарство | Рибарство                            | Вађење руде и камена | Прерађивачка индустрија       |
| ------ | ------------------------- | ----------------------------- | ------------------------------------ | -------------------- | ----------------------------- |
| Мушки  | 38                        | 7                             | 0                                    | 0                    | 4                             |
| Женски | 11                        | 6                             | 0                                    | 0                    | 2                             |
| УКУПНО | 49                        | 13                            | 0                                    | 0                    | 6                             |
| Пол    | Производња и снабдевање   | Грађевинарство                | Трговина                             | Хотели и ресторани   | Саобраћај, складиштење и везе |
| Мушки  | 4                         | 18                            | 3                                    | 0                    | 1                             |
| Женски | 0                         | 0                             | 1                                    | 0                    | 0                             |
| УКУПНО | 4                         | 18                            | 4                                    | 0                    | 1                             |
| Пол    | Финансијско посредовање   | Некретнине                    | Државна управа и одбрана             | Образовање           | Здравствени и социјални рад   |
| Мушки  | 0                         | 0                             | 0                                    | 1                    | 0                             |
| Женски | 0                         | 0                             | 0                                    | 0                    | 1                             |
| УКУПНО | 0                         | 0                             | 0                                    | 1                    | 1                             |
| Пол    | Остале услужне активности | Приватна домаћинства          | Екстериторијалне организације и тела | Непознато            | Непознато                     |
| Мушки  | 0                         | 0                             | 0                                    | 0                    | 0                             |
| Женски | 1                         | 0                             | 0                                    | 0                    | 0                             |
| УКУПНО | 1                         | 0                             | 0                                    | 0                    | 0                             |

### Порекло становништва
- Грујинци (60 к., св. Арханђео); доселио им се предак Груја око 1780. године са Косова. Грујинци су „најјаче племе“. Деле се на Цветковиће, Јанковиће, Црвљане и др. Знају ову генеалогију: Драгољуб (жив 55. година) - Марко - Цветко - Станко - ? - Груја који се доселио. Од овог рода потиче Драгиша Цветковић ранији председник владе. Он је рођен у Нишу од оца Јована из Дадинца тамо насељеног као официр.
- Ковачевци (35 к., св. Никола); пореклом са Копаоника, доселили се крајем 18. века.
- Поповићи (5 к., св. Никола); дошли су око 1830. године из Големог Села у Пољаници. Тамо имају рођака. Оснивач рода, који се доселио као свештеник, звао се Станислав. (Владан жив 60. година - Трајко - поп Стеван - поп Станислав).
- Стојковци (5 к., св. Арханђео). дошли из данашњег Власотинца.
- Банинци (2 к., св. Арханђео), дошли су из Новог Села. Даље порекло им се не зна.
- Младеновићи или Средњо Ридци (3 к., Митровдан), дошли из Шупљег Камена близу Власотинца.
- Торбари (4 к., св. Арханђео) и Велковци (1 к., св. Стеван), порекло им се не зна.

Исељеници:
Од рода Грујинаца има старих исељеника у Нишу. - Затим доста исељеника има у Грделици. После Другог светског рата из Дадинца много школованих младића иселило се у разна места у Србији. Подаци датирају из 1964. године)

## Галерија фотографија
- Дадинце - Улица према Власотинцу
- Дадинце - Уличица
- Дадинце - Поглед на село из подножја села
- Дадинце - Поглед на село са реке
- Дадинце - Козарачка река - Рупска река
- Мостић преко реке (Рупска (Козарачка) река) недалеко од села Дадинце
- Спомен плоча Драгиши Цветковићу у селу Дадинце

## Познате личности
- Божидар Стоиљковић, српски лекар
- Данило Коцић, српски књижевник, историчар књижевности и новинар